# Stenopelmatidae

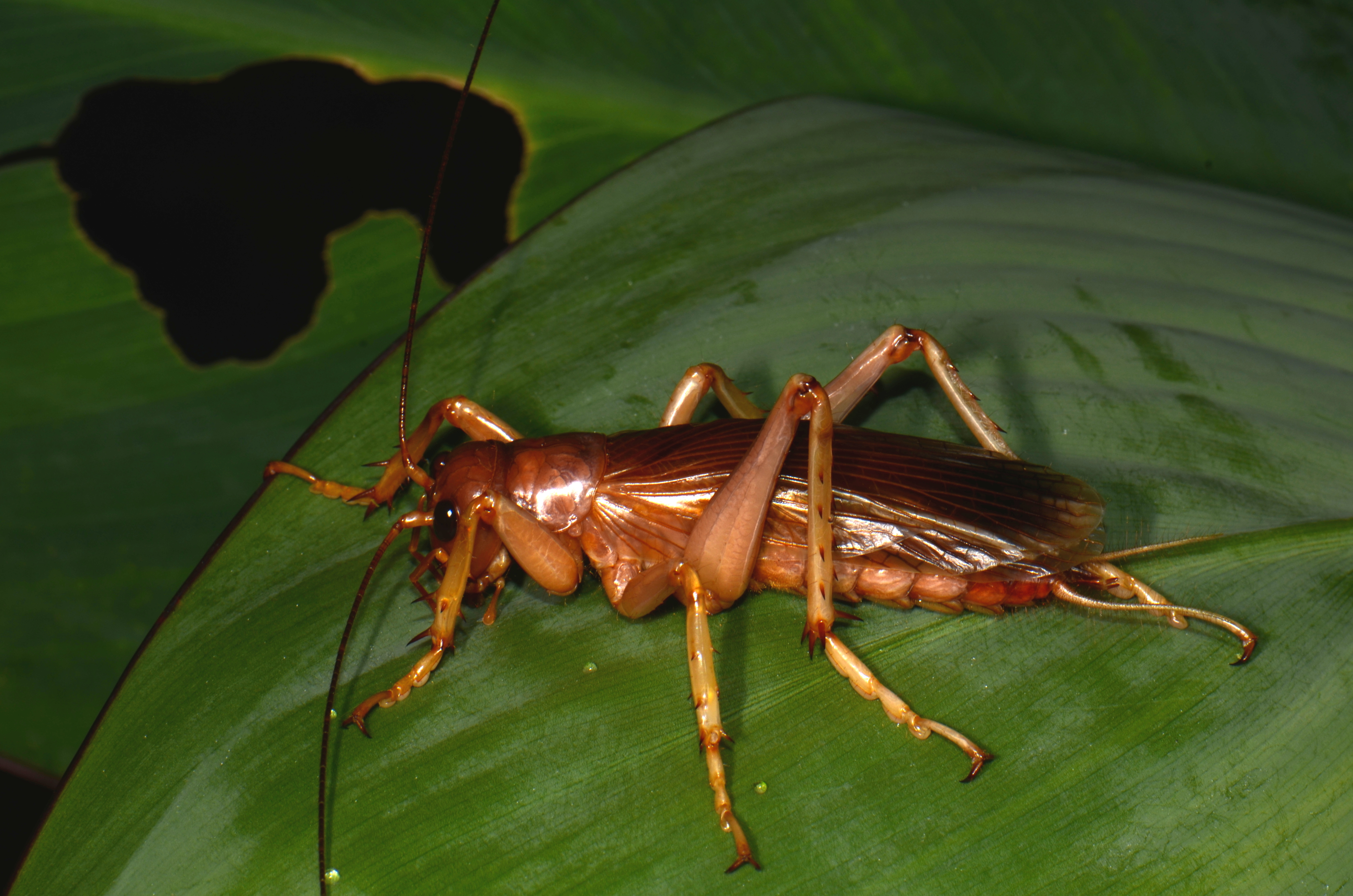
Sia ferox

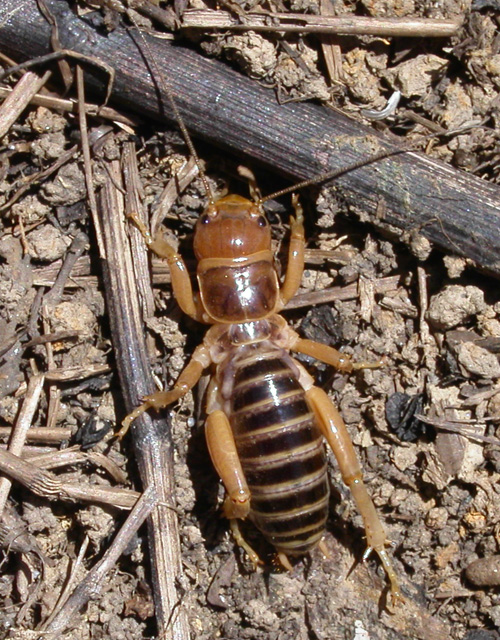
Stenopelmatus fuscus

Stenopelmatidae – rodzina owadów z rzędu prostoskrzydłych i podrzędu długoczułkowych. Obejmuje 42 opisane gatunki. Występuje głównie w Ameryce od południa Kanady po Kostarykę; ponadto znane są z Afryki Południowej i Azji Południowo-Wschodniej. Są wszystkożerne lub drapieżne. Aktywne są głównie nocą, dzień spędzając pod ziemią i w butwiejącym drewnie.

## Morfologia
Prostoskrzydłe te osiągają od 20 do 75 mm długości ciała i do 13 g masy. Mają skrzydła rozwinięte lub całkiem zanikłe; jeśli występują, to pokrywy mają równoległe lub niemal równoległe żyłki podłużne i pozbawione są elementów aparatu strydulacyjnego. Brak jest narządów tympanalnych. Wszystkie pary odnóży mają czteroczłonowe stopy wyposażone w różnie wykształcone przylgi. Pierwszy człon stóp może nie mieć przylg lub mieć je dwie, z których ta druga może być parzysta. Aparat strydulacyjny może być rozwinięty w niższych partiach początkowych tergitów odwłoka i na wewnętrznych powierzchniach ud tylnej pary lub w ogóle nie występować. Przysadki odwłokowe są miękkie wskutek słabej sklerotyzacji i u niektórych gatunków mają po wewnętrznej stronie części dosiebnych bulwiaste narządy zmysłowe. U samców pośrodkowo względem przysadek wyrasta para haczykowatych, zesklerotyzowanych wyrostków. U samic o w pełni rozwiniętym pokładełku dolna część jego górnej walwy całkowicie nakrywa od zewnątrz walwę dolną. W pozostałych przypadkach pokładełko jest zredukowane. Rozwój haczykowatych wyrostków samca i pokładełka u samicy następuje stopniowo z kolejnymi wylinkami.

## Biologia i ekologia

### Siedlisko
Owady te zamieszkują nadmorskie i wewnątrzlądowe wydmy, sawannę, chaparral, łąki, zaś w klimacie równikowym chłodniejsze, wyżej położone lasy mgliste. Unikają zarówno typowych pustyń, jak i bezpośredniego sąsiedztwa wody. Gatunki leśne dzień spędzają ukryte w butwiejącym drewnie powalonych drzew, zaś nocami wędrują po pniach. Gatunki z innych siedlisk kryją się pod ziemią, na żer wychodząc głównie nocą.

### Oddziaływania międzygatunkowe
Stenopelmatidae lasów mglistych są aktywnie poszukującymi ofiar drapieżnikami, potrafiącymi skakać i szybko się wspinać za pomocą kolczastych odnóży. Gatunki z innych siedlisk wykazują natomiast wszystkożerność – w hodowlach dają się karmić sałatą, karmą dla kotów, suszonką dla królików i płatkami owsianymi. Niektóre gatunki w południowo-zachodnich rejonach Stanów Zjednoczonych występują jako komensale w gniazdach mrówek z rodzaju Pogognomyrmex.
Prostoskrzydłe te padają ofiarami rozmaitych nocnych zwierząt, m.in. gryzoni, lisów, nietoperzy, oposów, skorpionów, skunksów, sów i węży. W razie ataku drapieżcy mogą się one bronić, kopiąc go kolczastymi odnóżami, a niektóre gatunki także wydzieliną gruczołów odbytowych.
Do parazytoidów porażających Stenopelmatidae należą muchówki z rodziny rączycowatych, nicienie z rodziny Mermithidae oraz nitnikowce.

### Komunikacja
Prostoskrzydłe te pozbawione są zarówno funkcjonalnych aparatów strydulacyjnych, jak i narządów tympanalnych, w związku z czym nie wykorzystują w komunikacji dźwięków. Skuteczność chemorecepcji również jest w ich przypadku ograniczona przez głównie podziemny tryb życia. Informacje o położeniu, odległości i płci przekazują sobie za pomocą bębnienia odwłokiem o ziemię. Powstające w ten sposób fale docierają nawet na 20 metrów, a odbierane są za pomocą narządów podkolanowych.
Wyróżnia się cztery rodzaje bębnienia. Bębnienie nawołujące jest wykonywane przez osobniki dorosłe spontanicznie i charakterystyczne dla gatunku. Służy ono wykryciu płci przeciwnej. Uderzenia wykonywane są z częstotliwością 0,5–40 na sekundę, przy czym prędkość ta zależy nie tylko od gatunku, ale też od temperatury otoczenia (im cieplej, tym bębnienie szybsze). U gatunków, u których bębnienie nawołujące jest takie samo u obu płci, dorosłe samce wykonują jeszcze dodatkowe bębnienie służące rozpoznaniu płci. Jest ono bardzo głośnie i niespecyficzne dla gatunków. Trzeci rodzaj bębnienia służy dobieraniu się w pary, gdy partnerzy są już w odległości nie większej niż 6 cm. Jest ono słabo słyszalne, ma częstotliwość 2–4 uderzeń na sekundę i częściej wykonują je tylko samce, a rzadziej obie płci. Ponadto u niektórych gatunków znane jest bębnienie larwalne, wykonywane przez osobniki niedorosłe. Przypomina ono bębnienie nawołujące, ale trwa krócej i jest wytwarzane rzadziej.

### Rozród
Pozycja przybierana w trakcie kopulacji jest unikalna wśród owadów. Samiec kładzie się na boku, po czym samica robi to samo, ale głową zwraca się w przeciwnym kierunku. Następnie samiec chwyta żuwaczkami tylny goleń samicy i podwija swój odwłok tak, że umiejscawia się on między tylnymi odnóżami obu partnerów. Potem odwłok samca rozciąga się teleskopowo do okolic płytki subgenitalnej i zakotwicza za pomocą haczykowatych wyrostków. Płaty fallusa wywracają się następnie, stykając z ową płytką, po czym następuje trwające od 10 do 20 sekund przekazywanie spermatoforu. W około 90% przypadków po kopulacji samiec pozostaje nieruchomy i daje się żywcem pożreć przez samicę (kanibalizm seksualny). Ucieczki należą do rzadkości.

### Rozwój
Wkrótce po zapłodnieniu samica składa jaja do gleby. Liczba stadiów larwalnych jest nieznana, ale przypuszczalnie wynosi 9–12. Wylinki są zjadane natychmiast po zrzuceniu. W większości przypadków zamknięcie cyklu życiowego następuje w ciągu niecałego roku, ale u gatunków występujących na większych wysokościach lub dalej na północy cykl może się przedłużać nawet do trzech lat. Niekiedy dorosłe już osobniki zapadają przed przystąpieniem do rozrodu w letnią estywację. W warunkach laboratoryjnych dorosłe samice dożywają 6–12 miesięcy, zaś dorosłe samce 3–6 miesięcy; w terenie samce giną jednak jeszcze wcześniej wskutek powszechności seksualnego kanibalizmu.

## Rozprzestrzenienie i zagrożenie
Większość gatunków występuje w Ameryce, na obszarze od południowej Kanady przez zachodnie Stany Zjednoczone i Meksyk po Amerykę Centralną (na południe do Kostaryki). Mniej liczne gatunki zasiedlają Afrykę Południową i Azję Południowo-Wschodnią.
Owady te wykazują znaczny stopień endemizmu; poszczególne gatunki często ograniczone są do niewielkich obszarów, zwłaszcza w przypadku tych związanych z wydmami. Sprzyja temu ich niezdolność do lotu. Silnie zagraża im fragmentacja siedlisk np. przez urbanizację i budowę dróg, która przerywa przepływ genów, izolując populacje. Badania molekularne wykazały, że nawet tymczasowe przerwanie ciągłości siedliska na okres krótszy niż 100 lat prowadzi do znacznej dywergencji genetycznej między sąsiednimi populacjami.

## Taksonomia
Takson ten wprowadzony został w 1838 roku przez Hermanna Burmeistera. Obejmuje 42 opisane gatunki, jednak liczba współczesnych gatunków nieopisanych jest co najmniej czterokrotnie większa. Ich klasyfikacja według Orthroptera Species File przedstawia się następująco:
- podrodzina: Oryctopinae Kevan, 1986
  - Oryctopus Brunner von Wattenwyl, 1888
- podrodzina: Siinae Gorochov, 1988
  - †Electrosia Gorochov, 2010
  - Sia Giebel, 1861
- podrodzina: Stenopelmatinae Burmeister, 1838
  - Ammopelmatus Tinkham, 1965
  - Stenopelmatopterus Gorochov, 1988
  - Stenopelmatus Burmeister, 1838
  - Viscainopelmatus Tinkham, 1970
- podrodzina: †Zeuneropterinae Kevan & Wighton, 1983
  - †Hylophalangopsis Lin & Huang, 2006
  - †Zeuneroptera Sharov, 1962

Według wyników analizy filogenetycznej Song Hojuna z 2015 roku Stenopelmatidae stanowią grupę siostrzaną dla Gryllacrididae. Pozycję bazalną względem tak utworzonego kladu zajmują Anostostomatidae wraz z zagnieżdżającymi się w ich obrębie Cooloolidae.
W zapisie kopalnym znane są od paleocenu dzięki skamieniałościom Zeuneropterinae. Ich pozycja nie jest pewna. Wielu badaczy przypuszcza, że Hagloidea stanowią w rzeczywistości przodków Stenopelmatoidea (hipotezę tę wysunął już Aleksandr Szarow w 1968 roku), wskazując cechy Zeuneropterinae jako pośrednie między tymi nadrodzinami. Podrodzina Siinae znana jest od eocenu dzięki inkluzjom w bursztynie bałtyckim należącym do rodzaju Electrosia.

## W kulturze

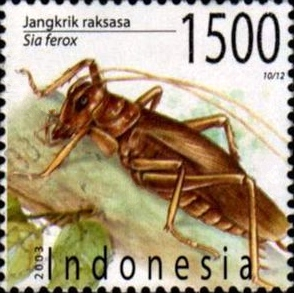
Indonezyjski znaczek pocztowy ze Sia ferox

Anglojęzyczna nazwa zwyczajowa Jerusalem crickets (świerszcze jerozolimskie) nie pochodzi wprost od nazwy miasta, a owady te nie występują na Bliskim Wschodzie. Wywodzi się od slangowego wykrzyknika „Jerusalem!” używanego przez amerykańską młodzież w XIX wieku. Wyraz „cricket” (świerszcz) również pełnił w tym slangu rolę wykrzyknika.
Hiszpańskojęzyczne nazwy ludowe tych owadów używane w Stanach Zjednoczonych i Meksyku to niña de la tierra (dosł. „dziecko ziemi”) oraz cara de la niña (dosł. „twarz dziecka”). Nawahowie w swoim języku określają przedstawicieli Stenopelmatidae mianem wo se c’ini or rositsini (dosł. „czaszkowy owad”) lub yo sic’ini (dosł. „piaskowy świerszcz”). Najlepiej znany im gatunek to Stenopelmatus fuscus nazywany c’ic’in lici (dosł. „czerwona czaszka”) i pojawiający się w jednej z pieśni religijnych, znanej w anglojęzycznej literaturze jako Hail Chant.
Ważną rolę prostoskrzydłe te odgrywają w kulturze Indian Hopi. W ich języku zwane są S´ös`ööpa. Na ich wyglądzie wzorowane są rozmaite figurki kaczynów zwane katsintithu.